# NGC 6912
NGC 6912 (другие обозначения — PGC 64700, ESO 596-38, MCG -3-52-8, IRAS20240-1846) — спиральная галактика с перемычкой (SBc) в созвездии Козерог.
Этот объект входит в число перечисленных в оригинальной редакции «Нового общего каталога».
В галактике вспыхнула сверхновая SN 2009dp типа Ic, её пиковая видимая звездная величина составила 17,7.